# John Peter Richardson senior

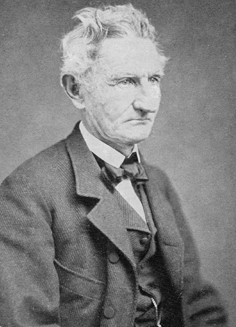
John Peter Richardson

John Peter Richardson II (* 14. April 1801 im Clarendon County, South Carolina; † 24. Januar 1864 in Fulton, South Carolina) war ein US-amerikanischer Politiker und von 1840 bis 1842 Gouverneur des Bundesstaates South Carolina.

## Frühe Jahre und politischer Aufstieg
John Peter Richardson senior entstammte einer prominenten Politikerfamilie in South Carolina. Unter seinen Verwandten waren vier weitere Gouverneure von South Carolina, die alle entweder Richardson oder Manning hießen. Der junge John besuchte zunächst die Moses Waddel’s School in Willington und studierte dann am South Carolina College in Columbia, der späteren University of South Carolina. Nach seinem Jurastudium und der Zulassung als Rechtsanwalt praktizierte er in Fulton. Zwischen 1825 und 1834 war er Abgeordneter im Repräsentantenhaus von South Carolina. Er war auch Delegierter zu dem 1832 tagenden Konvent, der über die Nullifikationskrise beriet. Dabei ist bemerkenswert, dass Richardson kein Anhänger der Nullifikationsbewegung war, er sich also den Versuchen, Bundesgesetze für South Carolina außer Kraft zu setzen, widersetzte. Von 1834 bis 1836 gehörte er dem Senat von South Carolina an; von 1836 bis 1839 vertrat er seinen Staat im US-Repräsentantenhaus in Washington.

## Gouverneur von South Carolina
Ende der 1830er Jahre gewann die Partei der Whigs auf Bundesebene deutlich mehr Einfluss. Im Jahr 1840 siegten sie sogar mit William Henry Harrison bei den Präsidentschaftswahlen. In South Carolina fürchtete man, die Whigs würden den Norden bevorteilen und neue Schutzzölle zum Nachteil des Südens einführen. Aus diesem Grund wollte man ein Gegengewicht schaffen. Daher wurden die 1832 in der Nullifikationskrise aufgerissenen Gegensätze innerhalb der Demokratischen Partei abgebaut. Beide Fraktionen verständigten sich auf eine gemeinsame politische Linie. Als Folge wurde mit John Richardson ein Kandidat zum Gouverneur gewählt, der sich 1832 gegen die Annullierung der Bundesgesetze gestellt hatte. Maßgeblich beteiligt an diesen Vorgängen war Senator John C. Calhoun.
Richardsons Amtszeit begann am 10. Dezember 1840 und endete zwei Jahre später am 1. Dezember 1842. Richardsons größtes Problem war die Bank of South Carolina. Diese lehnte neue Gesetze zur Kontrolle des Bankensystems, die infolge der Wirtschaftskrise von 1837 erlassen worden waren, kategorisch ab. Der Streit um diese Frage ging wiederholt vor Gericht. In letzter Instanz unterlag die Bank, aber der Konflikt schwelte noch einige Zeit weiter. Ein neues Zollgesetz der Bundesregierung, das 1842 erlassen wurde, sorgte in South Carolina ebenfalls für Unruhe, wenngleich die Reaktionen nicht mit der Nullifikationskrise zehn Jahre zuvor verglichen werden können. Bemerkenswert ist noch, dass während der Amtszeit von Gouverneur Richardson die Pläne zur Gründung einer eigenen Militärakademie in South Carolina entworfen wurden. Die Akademie selbst, die den Namen „The Citadel“ erhielt, wurde im Dezember 1842, wenige Wochen nach dem Ende seiner Amtszeit in Charleston eröffnet. Diese Akademie, die bis heute existiert, ist, nach West Point, eine der bekanntesten US-Militärakademien.

## Weiterer Lebensweg
Auch nach seinem Ausscheiden aus dem Amt des Gouverneurs blieb Richardson politisch aktiv. Er nahm in den 1850er Jahren an mehreren Konferenzen der Südstaaten teil, bei denen über ein weiteres Vorgehen im aufkommenden Konflikt mit dem Norden beraten wurde. Im Dezember 1860 war John Richardson auch Delegierter auf dem Kongress, der den Austritt South Carolinas aus der Union (Sezession) beschloss. Er hat diese Trennungsurkunde (Ordinance of Secession) mit unterzeichnet.